# Silvana Diana
Silvana Diana-Corrias (n. 18 de octubre de 1942) es una botánica, pteridóloga, profesora, taxónoma, conservadora, y exploradora italiana.
Desarrolla actividades académicas y científicas en el Departamento de Botánica de la Universidad de Sassari.

## Algunas publicaciones
- ignazio Camarda, silvana Diana-Corrias. 1991. Monte Lerno e dintorni. 72 p. il. Sassari : Delfino

- silvana Diana-Corrias. 1989. Piante della macchia mediterranea in Sardegna. Sassari: Società Botanica Italiana.

- ---------------------------. 1983. Piante rare in Sardegna. Considerazioni fitogeografiche e problemi connessi con la loro salvaguardia. Lav. Soc. Ital. Biogeogr. 8: 198 - 211.

- ---------------------------. 1982. Piante rare in Sardegna. Considerazioni fitogeografiche e problemi connessi con la loro salvaguardia. Lav. Soc. Ital. Biogeogr. 8: 198 - 211.

- bruno Corrias, silvana Diana-Corrias, franca Valsecchi. 1982. Carta della vegetazione della Nurra di Alghero : (Sardegna nord-occidentale). Roma, Universidad de Sassari.

- silvana Diana-Corrias, bruno Corrias. 1976. "Lotus alpinus" (D.C.) Schleich. ex Ramond in Sardegna: ad floram italicam notulae taxonomicae et geobotanicae. Publicó Fondazione F. Parlatore per lo studio della Flora e della Vegetazione Italiana, 4 p.

- ---------------------------, ----------------. 1976. Ad floram italicam notulae taxonomicae et geobotanicae. 19. "Lotus alpinus" (DC.) Schleich. ex Ramond in Sardegna. Webbia 30: 299-302

- ---------------------------. 1976. Le piante endemiche della Sardegna. Boll. della Società Sarda di Scienze Naturali 10 (2): 91 - 94.

- franca Valsecchi, silvana Diana-Corrias. 1973. La vegetazione degli stagni della zona di Olbia (Sardegna nordorientale). En «Giorn. Bot. Ital.»: 223 - 241.

### Libros
- bruno Corrias, silvana Diana-Corrias. 1972. Funghi della Sardegna 2. Macromiceti delle sugherete. 18 pp.

### Capítulos de libros
- bruno Corrias, silvana Diana, w. Rossi. 2006. Le Orchidee di Federico Cesi, 303-324. En: Graniti A. (ed.) "Federico Cesi: un príncipe naturalista". Atti dei Convegni Lincei, 225. Bardi Ed. Roma

- La abreviatura «Diana» se emplea para indicar a Silvana Diana como autoridad en la descripción y clasificación científica de los vegetales.[2]